# 須和部譲
須和部 譲（すわべ ゆずる、1989年9月9日 - ）は、静岡県出身のサッカー指導者。

## 来歴
2002年、その年にサッカー部が創部された浜松開誠館中学校・高等学校へ入学し、高校3年生まで6年間主将を務めた。中学校3年次には全国中学校サッカー大会で優勝した。高校卒業後、阪南大学に進学。大学2年生の時にオーバートレーニングから慢性疲労症候群になり、プレーすることができなくなった。 
筑波大学大学院を経て、2015年よりセレッソ大阪の分析担当に就任。2017年からはアシスタントコーチとなった。

## 所属クラブ
ユース経歴
- 2002年 - 2004年 浜松開誠館中学校
- 2005年 - 2007年 浜松開誠館高等学校
- 2008年 - 2011年 阪南大学

## 指導歴
- 2014年 筑波大学蹴球部 コーチ
- 2015年 - 2019年 セレッソ大阪
  - 2015年 - 2016年 分析担当
  - 2017年 - 2019年 アシスタントコーチ
- 2020年 - サガン鳥栖 コーチ